# Persea subcordata
Persea subcordata är en lagerväxtart som först beskrevs av Ruiz & Pav., och fick sitt nu gällande namn av Christian Gottfried Daniel Nees von Esenbeck. Persea subcordata ingår i släktet avokador, och familjen lagerväxter. Inga underarter finns listade i Catalogue of Life.